# Elżbieta Pilawska
Elżbieta Pilawska (ur. 24 czerwca 1955 w Sopocie) – polska pływaczka, aktywna w latach 1969–1976, reprezentowała klub SKS "Start" Gdańsk.
Wywalczyła ok. 25 tytułów Mistrzyni Polski na dystansach od 100 do 800 m. stylem dowolnym na długim i krótkim basenie oraz pobiła ponad 120 rekordów Polski w kategorii juniorów i seniorów. Uzyskała minimum na Igrzyska Olimpijskie w Monachium w 1972, ale jednak na Igrzyska nie zakwalifikowała się.. Reprezentowała Polskę na Mistrzostwach Europy Juniorów i Seniorów a także uczestniczyła w pierwszych Mistrzostwach Świata w Pływaniu, które odbyły się w Belgradzie w roku 1973.
Ukończyła studia na Akademii Wychowania Fizycznego i Sportu im. Jędrzeja Śniadeckiego w Gdańsku z tytułem magistra wychowania fizycznego i specjalnością trenera pływania II klasy. Pracuje w Centrum Sportu Politechniki Gdańskiej jako nauczyciel akademicki i trener pływania.